# Numisius Clemens

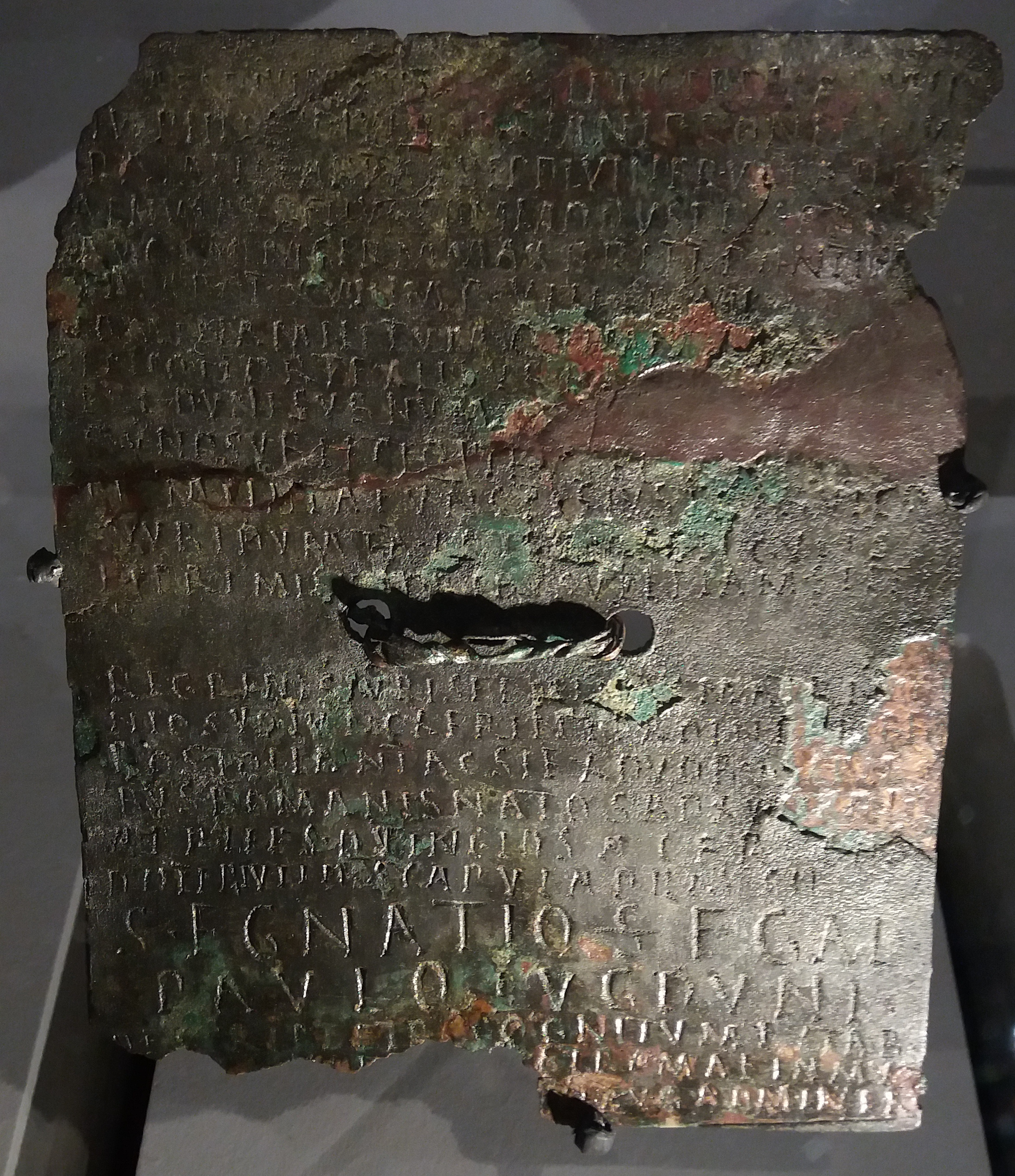
Das Militärdiplom vom 16. März 193

Numisius Clemens (sein Praenomen ist nicht bekannt) war ein im 2. Jahrhundert n. Chr. lebender Angehöriger des römischen Ritterstandes (Eques).
Durch ein Militärdiplom, das auf den 16. März 193 datiert ist, ist belegt, dass Numisius Clemens 193 Kommandeur (Tribunus) der Cohors XIII urbana war, die zu diesem Zeitpunkt in Lugdunum, dem heutigen Lyon, stationiert war.